# Semigrupos simétricos inversos
Na álgebra abstrata, o conjunto de todas as bijeções parciais sobre um conjunto X (isto é, transformações parciais biunívocas) forma um semigrupo inverso, chamado de semigrupo inverso simétrico (que, na verdade, é um monoide) em X. A notação convencional para o semigrupo simétrico inverso em um conjunto X é {\displaystyle {\mathcal {I}}_{X}} ou {\displaystyle {\mathcal {IS}}_{X}}. Em geral {\displaystyle {\mathcal {I}}_{X}} não é comutativo.
Há detalhes sobre a origem do semigrupo inverso simétrico na discussão sobre as origens do semigrupo inverso.

## Semigrupos simétricos inversos finitos
Quando X é um conjunto finito {1, ..., n }, o semigrupo inverso das transformações parciais biunívocas é denotado por Cn e seus elementos são chamados de grafos ou simetrias parciais. A noção de grafo generaliza a noção de permutação. Um exemplo (famoso) de (conjuntos de) grafos são os conjuntos de mapeamento hipomórfico da conjectura de reconstrução na teoria dos grafos.
A notação de ciclo de permutações clássicas baseadas em grupos se generaliza para semigrupos inversos simétricos pela adição de uma noção chamada de caminho, que (diferentemente de um ciclo) termina quando atinge o elemento "indefinido"; a notação estendida deste modo é chamada de notação de caminho.